# Кемери (станция)
Ке́мери (латыш. Ķemeri) — железнодорожная станция в черте города Юрмала в Латвии. Станция расположена на линии Торнякалнс — Тукумс II. Конечный пункт маршрута электропоездов Рига — Кемери. Также в Кемери останавливаются все электропоезда маршрутов Рига — Тукумс I, Рига — Тукумс II.

## История
Строительство станции закончено к открытию линии в 1877 году. Станция предназначалась для отдыхающих расположенного поблизости курорта Кемери. Во времена, когда Латвия являлась частью Российской империи, существовал прямой железнодорожный маршрут Москва — Кемери (открыт в 1911 году). Первое пассажирское здание станции разрушено во время Первой мировой войны, отстроено заново в 1922 году и с небольшими изменениями просуществовало до наших дней.. С 1912 по 1920 годы станция Кемери была связана с приморским местечком Яункемери трамвайным сообщением. Трамвайные рельсы демонтированы в 1933 году. В 1990-х годах был разобран 4 путь станции. Сохранилась грузовая рампа этого пути.

## Галерея

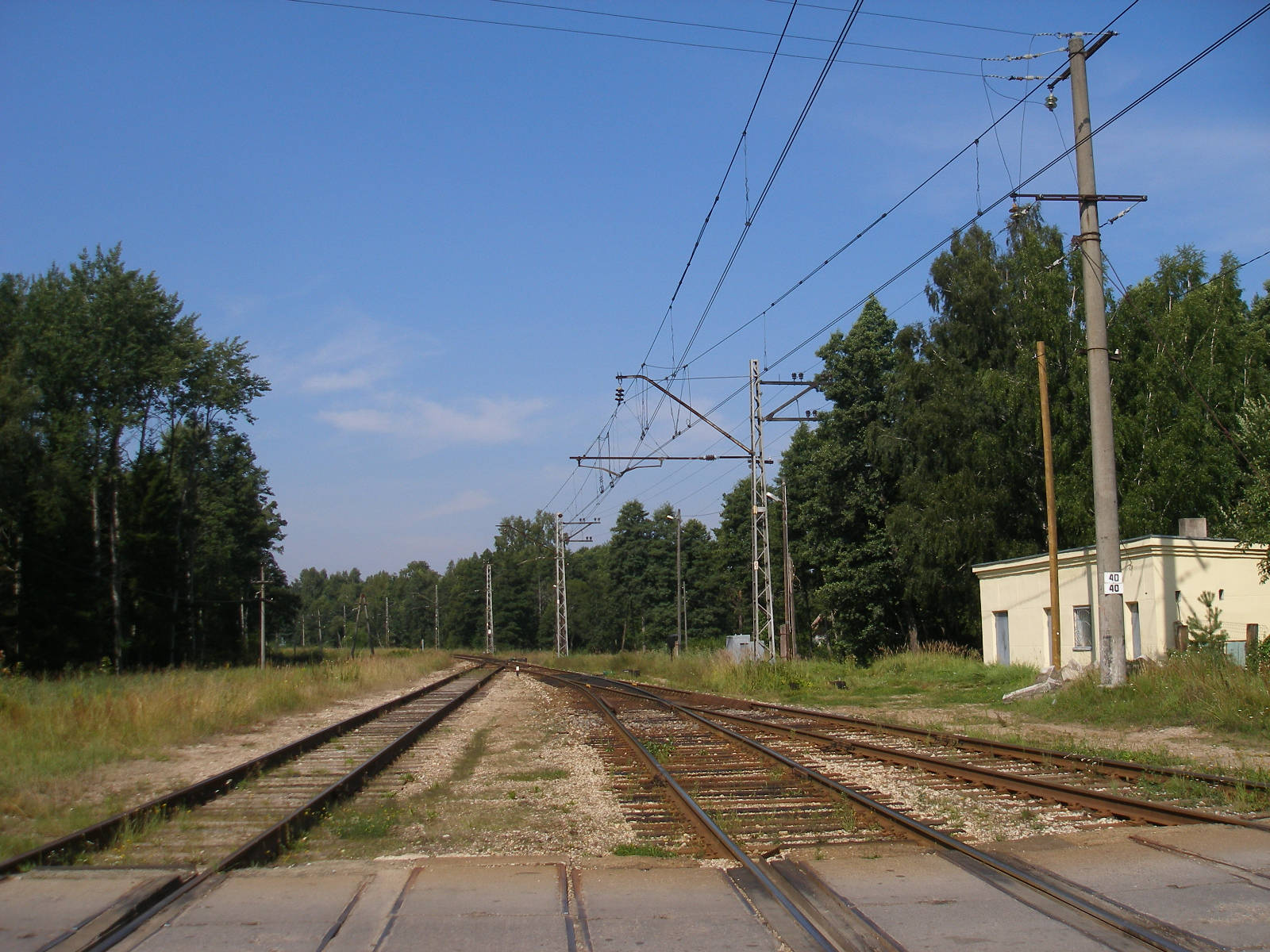
Вид на пути в направлении Тукумса
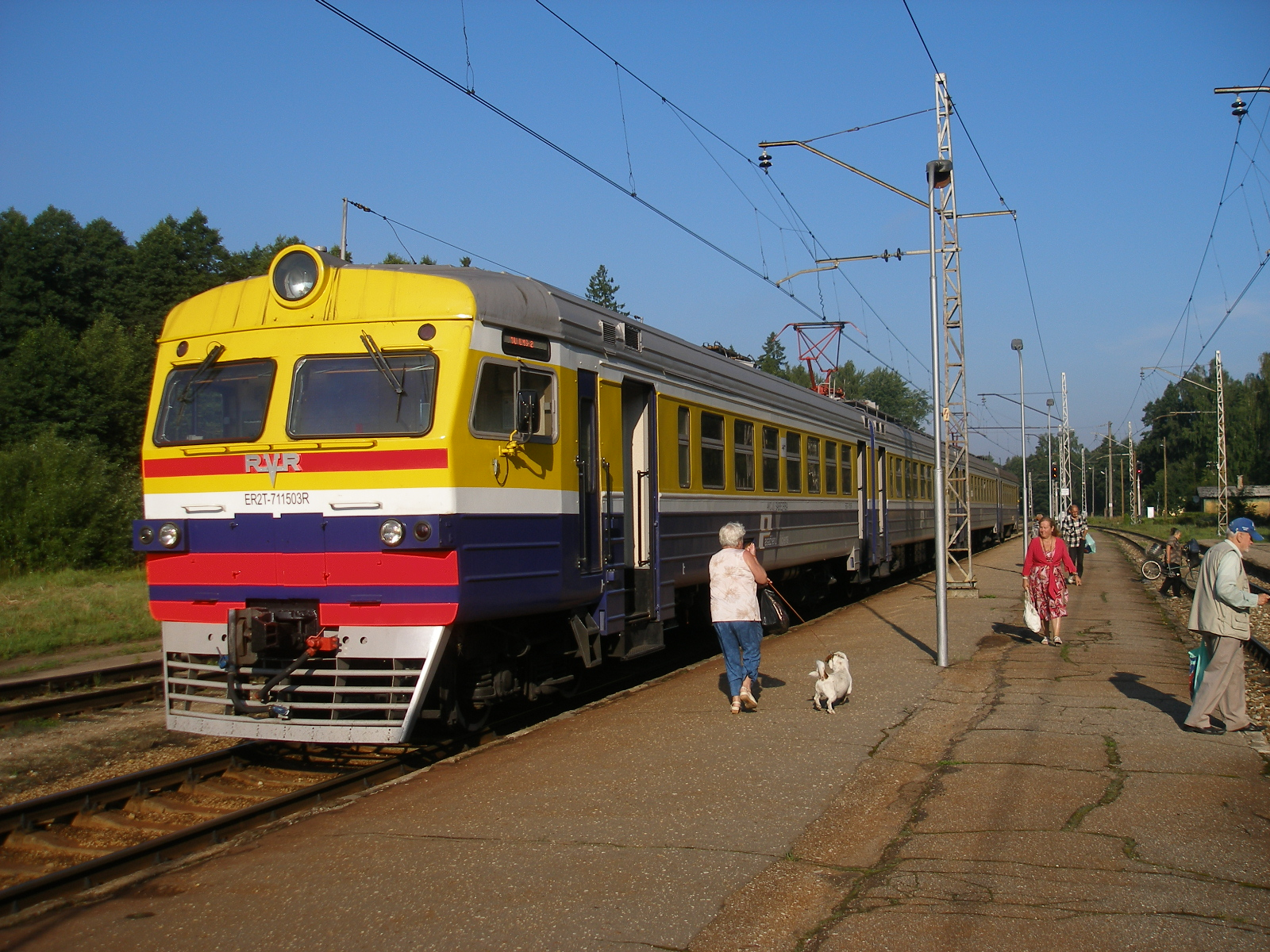
Электропоезд ЭР2Т-7115 на станции Кемери
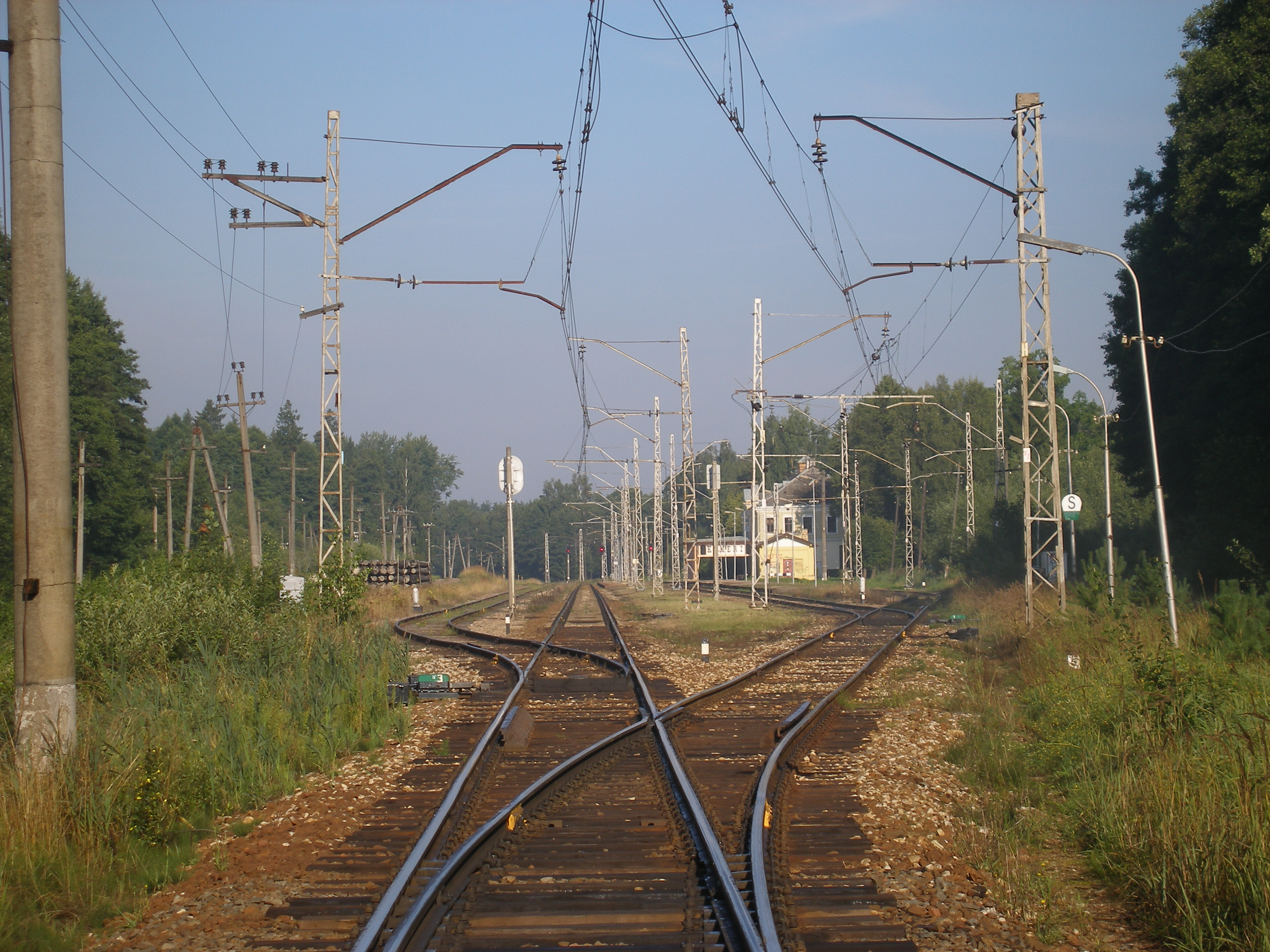
Нечётная горловина станции
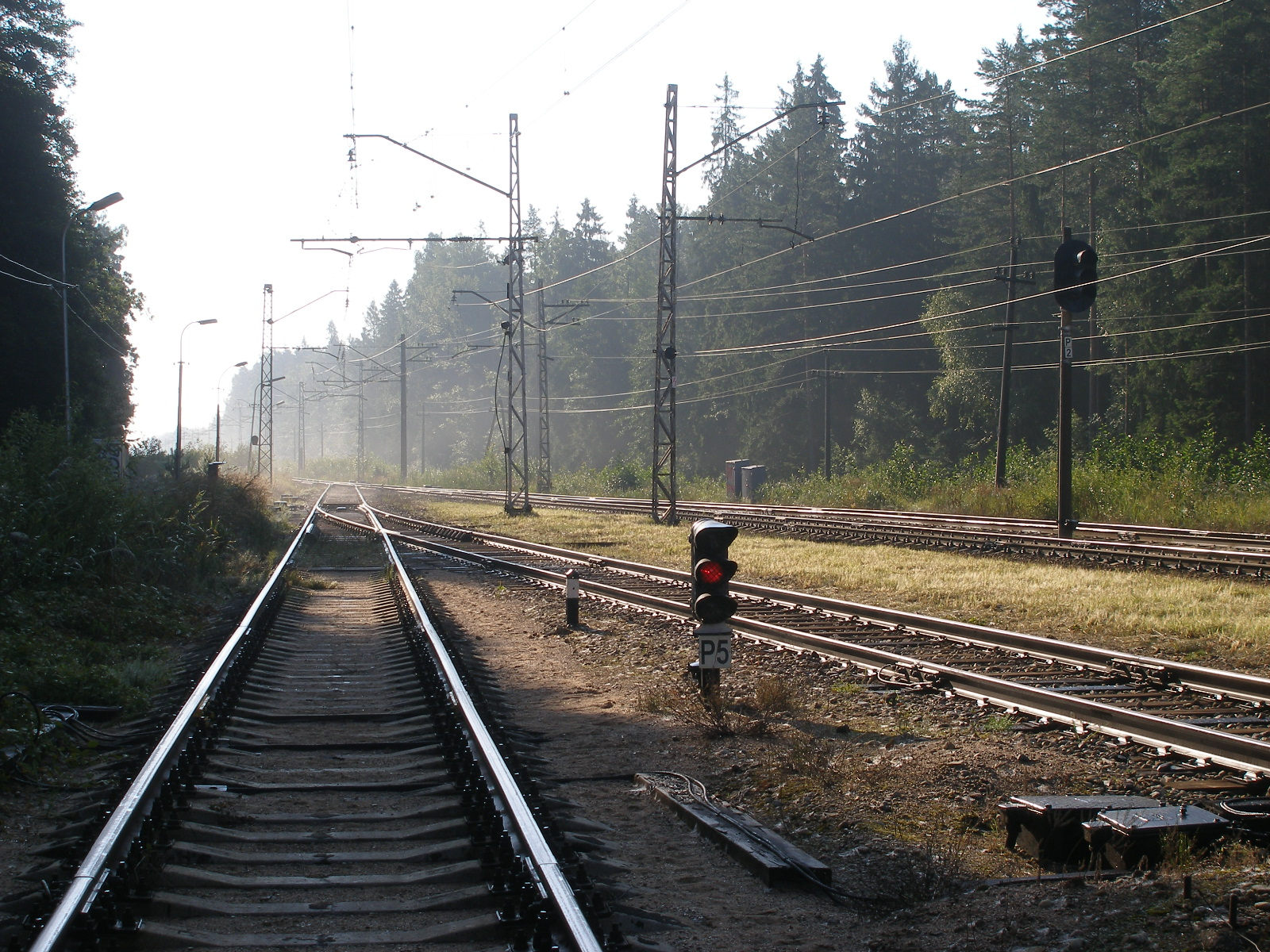
Вид на пути в направлении Риги
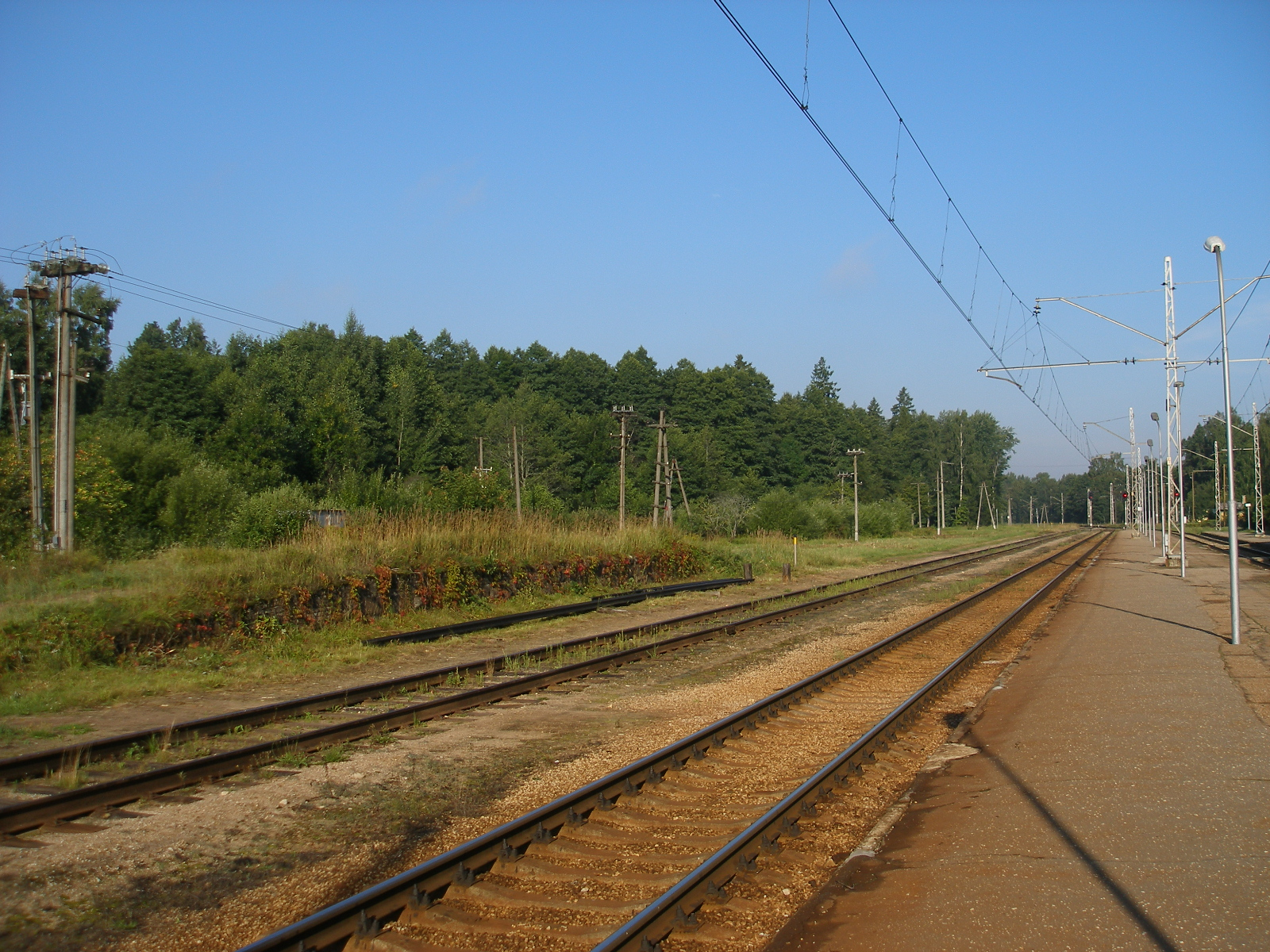
Пути и грузовая рампа
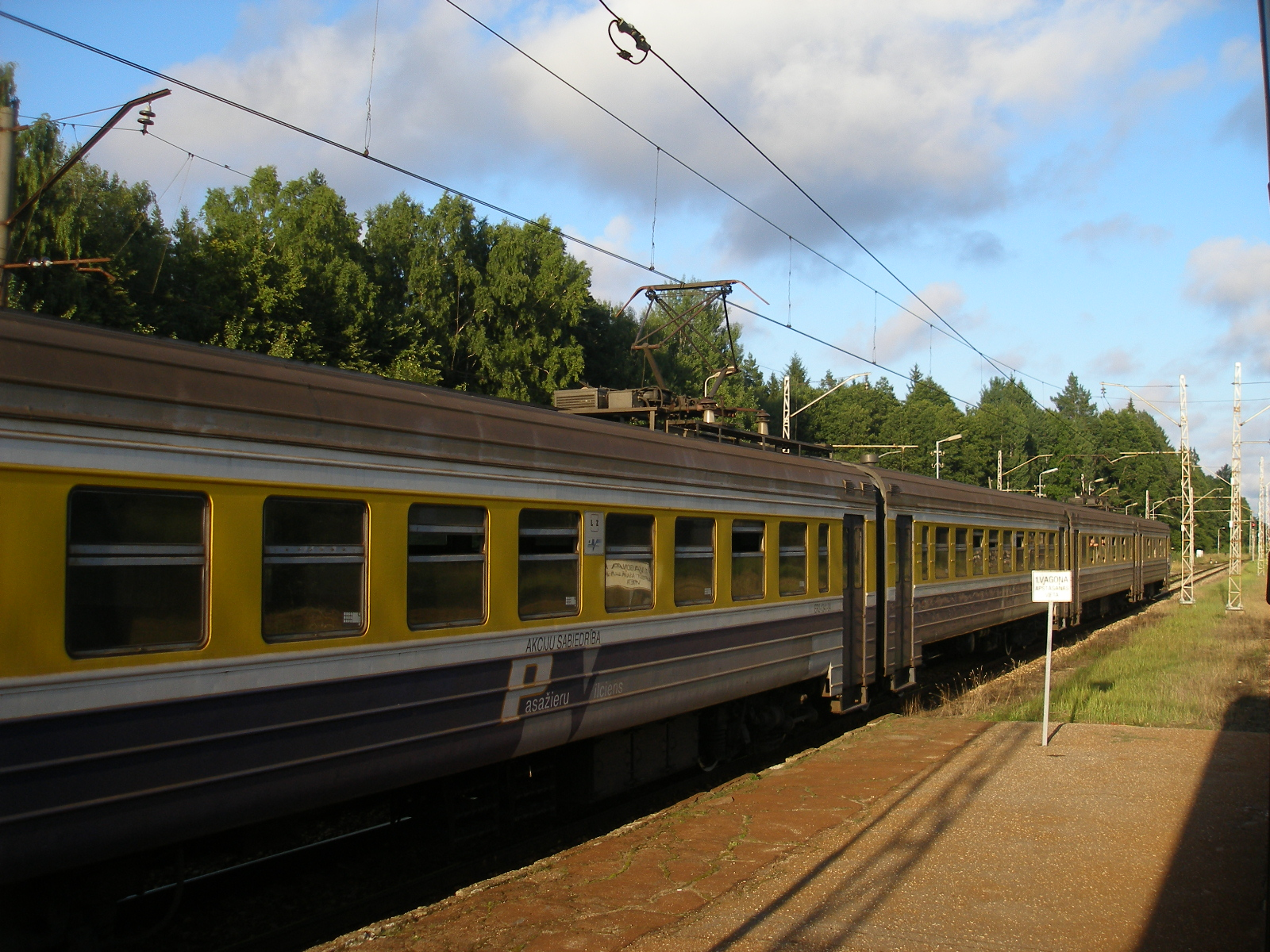
Электропоезд на 1 пути станции Кемери
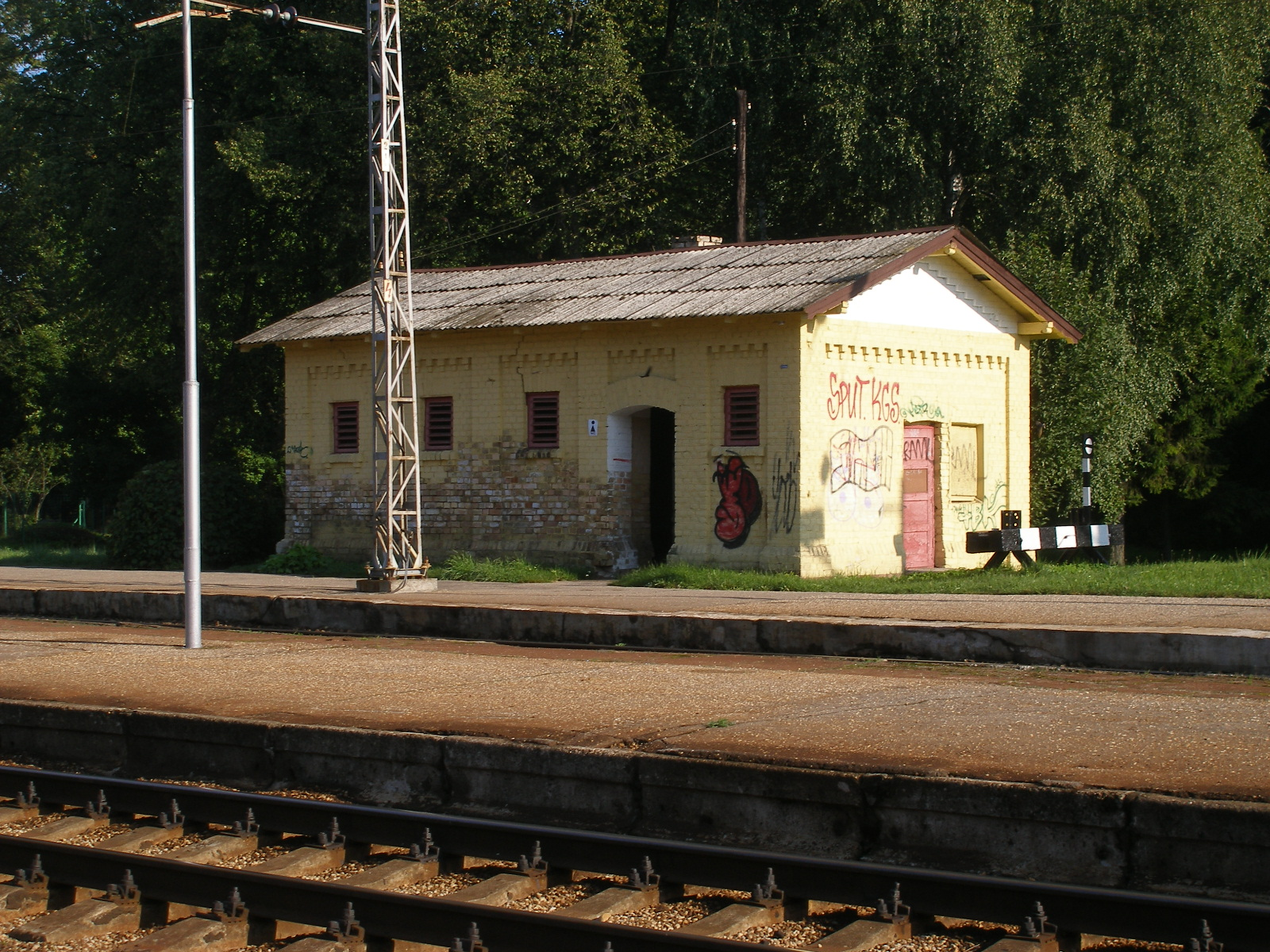
Хозпостройка
Водонапорная башня